# Dick Moriarty
Richard Daniel Moriarty (Gorseinon, 1 de mayo de 1957) es un electricista y exrugbista británico que se desempeñaba como segunda línea. Representó a los Dragones rojos en los años 1980 y fue su capitán.

## Biografía
Jugó cuando el rugby era un deporte aficionado y por eso trabajó como electricista. Es hermano de Paul Moriarty y por él tío de Ross Moriarty, ambos también rugbistas internacionales.
Debutó en la primera del Swansea RFC en 1976 y se retiró en 1998, siendo el jugador con más partidos en la historia del club. Es recordado por su compromiso, juego agresivo y liderazgo.

### Palmarés
- Campeón de la Premiership de 1979-80, 1982-83, 1991-92, 1993-94 y 1997-98.
- Campeón de la Copa de Gales de 1978 y 1995.

## Selección nacional
John Lloyd lo convocó a los Dragones rojos por vez primera en noviembre de 1981 y debutó frente a los Wallabies.
Luego del mundial 1987 John Ryan y ningún otro técnico lo tuvieron en cuenta, prefiriendo a Paul Arnold y Phil May. En total jugó 22 pruebas y marcó dos tries.

### Participaciones en Copas del Mundo
Tony Gray lo llevó a Nueva Zelanda 1987 como el capitán y lo alineó con Bob Norster. Gales logró su mejor participación histórica y Moriarty se retiró de la selección tras la prueba contra los Wallabies.
| Mundial                       | Sede          | Resultado     | PJ | Tries |
| ----------------------------- | ------------- | ------------- | -- | ----- |
| Copa Mundial de Rugby de 1987 | Nueva Zelanda | Tercer puesto | 6  | 0     |